# Micrurus nebularis
Espèce
Statut de conservation UICN

 DD  : Données insuffisantes
Micrurus nebularis est une espèce de serpents de la famille des Elapidae. 

## Répartition
Cette espèce est endémique du Oaxaca en Mexique. Elle se rencontre dans la Sierra Juárez.

## Description
L'holotype de Micrurus nebularis, une mâle, mesure 557 mm dont 76 mm pour la queue. Ce serpent corail présente une livrée composée d'anneaux noirs, rouges et jaunes. Les rayures noires sont au nombre de 23 ou 24 pour les mâles et de 26 à 28 pour les femelles. C'est un serpent venimeux.

## Étymologie
Son nom d'espèce, du latin nebularis, « des nuages », lui a été donné en référence à son biotope situé dans l'environnement nuageux de haute montagne de la Sierra de Juarez..

## Publication originale
- Roze, 1989 : New species and subspecies of coral snakes, genus Micrurus (Elapidae), with notes on type specimens of several species. American Museum Novitates, n. 2932, p. 1-15 (texte intégral)